# ATP Nizza 1986
L'ATP Nizza 1986 è stato un torneo di tennis giocato sulla terra rossa. È stata la 15ª edizione del torneo, che fa parte del Nabisco Grand Prix 1986. Si è giocato a Nizza in Francia dal 14 al 20 aprile 1986.

## Campioni

### Singolare maschile
Emilio Sánchez ha battuto in finale  Paul McNamee con il punteggio di 6–1, 6–3

### Doppio maschile
Jakob Hlasek /  Pavel Složil hanno battuto in finale  Gary Donnelly /  Colin Dowdeswell con il punteggio di 6–3, 4–6, 11–9